# Så som i himmelen
För andra betydelser, se Så som i himmelen (olika betydelser).
Så som i himmelen är en svensk dramafilm som hade biopremiär i Sverige den 3 september 2004, regisserad av Kay Pollak med Michael Nyqvist, Frida Hallgren och Lennart Jähkel i huvudrollerna. Filmen nominerades till en Oscar. Manuset låg senare till grund för en musikal med musik av Fredrik Kempe vilken hade premiär på Oscarsteatern hösten 2018.

## Rollista (i urval)
- Michael Nyqvist - Daniel Daréus
- Frida Hallgren - Lena
- Lennart Jähkel - Arne
- Ingela Olsson - Inger
- Niklas Falk - Stig Berggren, kyrkoherde
- Helen Sjöholm - Gabriella
- Barbro Kollberg - Olga
- André Sjöberg - Tore
- Axelle Axell - Florence
- Lasse Petterson - Erik
- Mikael Rahm - Holmfrid
- Per Morberg - Conny, Gabriellas man
- Ulla-Britt Norrman-Olsson - Amanda
- Ylva Lööf - Siv

## Handling
En internationellt framgångsrik dirigent, Daniel Daréus, återvänder till sin norrländska hemby för att dra sig tillbaka på grund av sjukdom. Han tar då på sig att hjälpa till att få fason på byns kyrkokör, och utnämns till kantor. I kören sjunger Lena som han förälskar sig i. Prästen i församlingen är allt annat än förtjust i kantorns idéer; till råga på allt sjunger hans fru i kören. Förvecklingar uppstår.
Hans första besök är kyrkoherden Stig Berggren som skänker honom en bibel. Prästen bjuder hem Daniel på middag hem till sig och sin fru Inger men Daniel tackar nej: "Jag vill vara själv".
När han besöker livsmedelsbutiken för första gången får han se hur kassörskan Lena sitter och gråter. Hon torkar dock snabbt tårarna och ger Daniel ett kassettband som hon ber honom lyssna på. Han besöker också järnaffären för att köpa en cykel. Butiksägaren Arne säljer honom en 24-växlad cykel till ett bra pris mot ett halvt löfte att komma och lyssna på kyrkokören - Daniel är mannen som kan hjälpa dem inför vårkonserten.
När kören träffas nästa gång är körledaren Siv upprörd över Arnes förmätenhet. "Det är faktiskt jag som leder den här kören!". När Daniel kommer sätter han sig längst bak och lyssnar när kören sjunger Stilla natt. När de sjungit färdigt berättar han att han råkade gå förbi och att "det är mycket som är fint". Kören verkar ha stora förväntningar på honom och den blyge Daniel störtar ut ur kyrkan.
Vid luciafirandet träffar han Lena, klädd i luciadräkt, som frågar honom om han har lyssnat till bandet. Hon ler mot honom innan hon skyndar vidare. När han senare går förbi Gabriella och hennes make Connys hus är bråket i full gång. Daniel försöker ingripa men det slutar med att den upprörde maken tar fram geväret och skjuter efter honom. Hemma igen tar han fram ett gammalt fotoalbum och inser att Conny är en gammal klasskamrat.
På söndagen tar han kontakt med prästen och ber att få den lediga kantorstjänsten, där det bland annat ingår att leda kören. Hans sätt att öva kören skiljer sig från vad körmedlemmarna är vana vid, till exempel genom kroppsövningar för att få körmedlemmarna att slappna av.
Kyrkoherden märker dock att hans hustru Inger blivit gladare och ställer sig frågande till de märkliga körövningarna: "Varför försvarar du honom?". Vid nästa övning varnar kyrkoherden Daniel för att människorna i byn inte är som människorna ute i stora världen.
Vid en övning dyker den utvecklingsstörde Tore upp och vill vara med i kören. Arne är avvisande: "Det blir bara en massa problem, jag vet!". Men när Lena föreslår att Tore ska få vara med blir Arne upprörd. Tore har dock en basröst som kommer väl till pass.
Veckan efter tränar Lena ensam med Daniel i församlingshemmet eftersom hon behöver hjälp att "hitta sin röst". Siv får se dem och går till kyrkoherden och klagar: "Det känns som han utnyttjar oss för egna syften!".
När det är sex veckor kvar till vårkonserten börjar de till slut att öva sång. Conny dyker upp, berusad, och tvingar med sig Gabriella hem. Lena blir förbannad över att ingen vågar lyfta ett finger mot Conny.
Våren börjar närma sig och Daniel har tagit ut sin cykel. Han står och håller sig mot en vedstapel när han träffar Lena som kommer på en häst. Han erkänner att han inte kan cykla så Lena hjälper honom. Efteråt stryker han henne över kinden och ler.
Vid nästa körövning berättar Siv att hon ogillar Lenas så kallade lösaktiga leverne: "Är detta ett föredöme för de unga flickorna i byn?". Arne besvarar hennes kritik med att Siv, ogift, bara är avundsjuk. Hon stormar ut och deltar inte i körens fest.
När Inger kommer hem väntar en utskällning från hennes make Stig. Hans anklagelser om att hon har syndat slutar i ett stort gräl om syndens existens. När han kräver att hon ber Gud om förlåtelse plockar hon fram Stigs porrtidningar, gömda bakom böckerna i bokhyllan. Hon har bestämt att inte längre stillatigande lyssna på Stigs hyckleri. På natten ligger de med varandra för första gången på mycket länge, men på morgonen efter förklarar Stig att det som hände dagen före aldrig har hänt.
Före högmässan söndagen efter berättar Daniel att han har skrivit en sång som Gabriella ska framföra. Hon är rädd och vill inte först men ger med sig. Hon varnar honom för Conny som har sagt att han tänker skjuta Daniel. Efter högmässan varnar prästen Daniel för att ge sig i lag med de kvinnliga medlemmarna i kören. Han har nämligen förstått att Ingers nyblivna frimodighet hänger ihop med Daniels närvaro i byn.
Lena hjälper Daniel med cyklandet. "Nu har vi känt varandra i 145 dagar", säger Lena plötsligt och kysser honom.
Vid nästa körövning vill inte Gabriella längre sjunga solostämman. Det slutar med bråk mellan Arne och Holmfrid. Arne hade mobbat Holmfrid under en lång tid. Vid vårkonserten blir dock Gabriellas sång en stor succé, kören får nya medlemmar och till och med Holmfrid får en komplimang. Men när Gabriella kommer hem åker hon på stryk igen.
Vid nästa körövningen avslöjar Arne att hela kören ska åka till Österrike och tävla i körsång. Daniel är först avvisande men ger med sig. Då avslöjar Siv att hon tänker sluta i kören med omedelbar verkan. Daniel försöker tala henne till rätta men hon varnar honom: "Här kommer du inte vara kvar länge till!".
Några dagar senare förlorar Daniel tjänsten som kantor. Prästen vill inte förklara exakt varför, bara att det kommit in anmälningar från församlingens medlemmar. Inger inser dock att det är för Stigs högst privata skäl som Daniel har fått sparken. När kören får veta det på söndagen och att Daniel har "utnyttjat sin ställning" reser sig alla och lämnar kyrkan. Repetitionerna flyttar till skolhuset. Lena vill dock veta om det verkligen inte ligger något bakom allt snack. Hon har haft otur i kärlek förut och vill inte bli lurad en gång till. "Ni får åka till Österrike utan mig!" förklarar hon och stormar ut ur huset. Daniel rusar efter och försäkrar att det bara är påhitt. Lena följer med honom tillbaka till körövningen.
En dag kommer Lena hem till Daniel. Hon visar honom den målade ängeln på väggen som hennes morfar en gång målade. "Du behöver inte vara rädd, Daniel" säger hon och går.
Inger har lämnat sin make. Stig har tagit det hårt och söndagens högmässa blir inställd. Kören övar hemma hos Daniel när Gabriella dyker upp med en blåtira i ansiktet och berättar att hon ska lämna Conny. Conny, som har svårt att ta motgångar, kommer strax efter och kräver att Gabriella följer med honom. Hela kören rår han inte på men vänder sig till Daniel och hotar: "Det här ska du få ångra!".
Daniel åker till prästgården. På sitt kontor sitter Stig, orakad och omgiven av spritflaskor. Han tar fram ett gevär som han riktar mot Daniel. Han anklagar Daniel för att ha tagit ifrån honom allt innan han börjar gråta. Gråten övergår i ett astmaanfall, varvid Daniel gör en hjälpande insats.
Daniel badar i forsen när Conny dyker upp och börjar misshandla honom. Misshandlad och blodig förs han till skolhuset av Inger, Lena och Gabriella. Conny anhålls av polisen och när Gabriella träffar honom på polishuset förklarar hon att de inte ska vara tillsammans längre.
Dagen för avresan har kommit och hela kören åker sjungande iväg i bussen. Framme i Österrike känner sig Lena avundsjuk när hon får se Daniel omgiven av kvinnliga beundrare. Daniel träffar sin manager och förklarar att han har kunnat uppfylla sin dröm och inser nu att han är älskad. Han går upp till Lenas rum och förklarar att han älskar henne. Han kysser henne och sedan hamnar de i säng med varandra.
Daniel är ute och cyklar och glömmer bort tiden. Kören samlas på scenen i konserthuset. När Daniel ser vad klockan är skyndar han sig tillbaka. Plötsligt känner han av sitt svaga hjärta och stapplar in på en toalett. Ute på scenen improviserar kören fram något som snart även publiken stämmer in i. Sittande på golvet drabbas Daniel av en ny hjärtinfarkt, omgiven av sången från den kyrkokör han har lett i ett halvår. Enligt Kay Pollak så ska man själv bedöma om han dör eller om han överlever. Enligt många så hittar han bara sig själv.

## Produktionen
Så som i himmelen är regisserad av Kay Pollak. Det är hans första film sedan Älska mej från 1986. Filmen hade sin premiärvisning den 3 september 2004. Den blev 2004 års mest sedda film i Sverige med 1 158 415 besökare och spelade då in 88 500 317 kronor. "Gabriellas sång" med Helen Sjöholm låg 68 veckor på Svensktoppen mellan 2004 och 2006.
Filmens skapare, Kay Pollak, berättade år 2008 att det fanns planer på att göra en uppföljare till filmen, vilket blev verklighet 2013, då filmen fick titeln Så ock på jorden. Inspelningen startade i februari 2014, och hade sedan premiär i september 2015.
Baserat på filmen görs 2009 på Svenska Teatern en teateruppsättning i regi av Erik Kiviniemi. 2018 görs en musikal med ny musik av Fredrik Kempe med premiär på Oscarsteatern, regi Markus Virta.

## Mottagande

### Filmkritik
Så som i himmelen kritiserades för att vara "en konstnärlig gestaltning av Kay Pollaks böcker och föredrag, en snabbkurs i nyandlig managementpsykologi" i en essä av Po Tidholm, som därför menade att filmen snarast var som en reklamfilm för den företagsamhet som Kay Pollak ägnar sig åt jämte filmskapandet.
Historien om en vida känd dirigent (Nyqvist) som drar sig tillbaka till rötterna och lugnet i Norrland är bemängd med klichéer om oförlösta lantlollor och likaledes konstnärer. Frida Hallgrens innerliga spel räddar Pollak från magplask. —(Betyg: 2T) Ulf Andersson, SVT Text 3 september 2004
Filmen är i många avseenden oemotståndlig. Det finns scener i Så som i himmelen man nog aldrig glömmer, som får kroppen att just vrida sig, ibland i vällust, ibland i avsmak, men i direkt reaktion. Man gråter och man skrattar på riktigt, man känner med Daniel, Gabriella och Lena som om de vore en del av en själv. Särskilt första delen av filmen är så gripande. Därefter sackar den av, paradoxalt i samband med att crescendona ökar i antal och intensitet. Det blir för mycket av det goda, för mycket av känsloutlevelse, själainsikt och nyvalda korsvägar i livet – för att så mot slutet överraskande åter ta fart, generera energi och engagemang och sluta i olycklig tillfredsställelse. —(Betyg: 4 tärningar) Malena Janson, Svenska Dagbladet 3 september 2004

### Filmpriser och nomineringar
Filmen nominerades till åtta guldbaggar, bland annat för Bästa film, men vann ingen, trots mycket bra recensioner och all publiksuccé. Filmen blev även Oscarnominerad i kategorin bästa utländska film.